# Marianie
Marianie – potoczna nazwa Zgromadzenia Księży Marianów Niepokalanego Poczęcia Najświętszej Maryi Panny (łac. Congregatio Clericorum Marianorum ab Immaculata Conceptionis Beatissimae Virginis Mariae, (skr. MIC). Pierwsze powstałe na ziemiach polskich w XVII w., męskie, katolickie zgromadzenie zakonne – założone w 1670 przez św. o. Stanisława od Jezusa i Maryi Papczyńskiego. W 1909 roku Litwin bł. abp Jerzy Matulaitis-Matulewicz dokonał jego odnowy i reformy. Duchowość marianów koncentruje się na szerzeniu kultu Niepokalanego Poczęcia Matki Bożej oraz Miłosierdzia Bożego i nabożeństwie wstawienniczym za dusze czyśćcowe. Motto: (łac.) Immaculata Virginis Mariae Conceptio sit nobis salus et protectio, (pol.) Niepokalane Poczęcie Maryi Dziewicy niech nam będzie zbawieniem i obroną.

## Historia

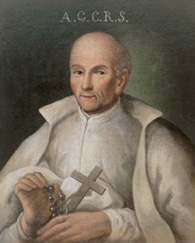
Najstarszy portret założyciela marianów z końca XVII wieku

Pierwszy klasztor powstał w Puszczy Korabiewskiej, teraz nazywanej Mariańską. Kilka lat później na zaproszenie biskupa poznańskiego Stefana Wierzbowskiego kilku marianów udało się do Nowej Jerozolimy (obecnie Góra Kalwaria k. Warszawy). W 1699 roku papież Innocenty XII zatwierdził marianów jako zakon o ślubach uroczystych, pozwalając im zachowywać pochodzącą z Francji regułę zwaną Regułą 10 Cnót NMP. Marianie nosili wtedy białe habity. W 1723 roku zatwierdzono poprawione konstytucje zakonne. Później zakon rozwinął się zakładając klasztory, m.in. w Rzymie, Portugalii i na Litwie.
Pierwszym zwiastunem kryzysu, który spotkał w XIX wieku zakon jest zamknięcie przez Napoleona w roku 1798 klasztoru rzymskiego. W 1834 roku zamknięte zostały klasztory w Portugalii, a władze rosyjskie w Polsce zamknęły kilka polskich klasztorów. W 1904 roku był już tylko jeden klasztor (na Litwie w Mariampolu, zob. bazylika św. Michała Archanioła w Mariampolu), a w nim tylko jeden marianin – o. generał Wincenty Sękowski. Odrodzenia zakonu dokonuje Litwin, błogosławiony ks. Jerzy Matulaitis-Matulewicz, który swoje śluby zakonne złożył w 1909 roku. Odnowiciel zakonu zmienił konstytucje, białe habity zmienił na czarne sutanny kleru diecezjalnego. 15 września 1910 św. papież Pius X zatwierdził nowe konstytucje. Od tej pory zakon rozrastał się odzyskując klasztory w Rzymie i w Portugalii, oraz zakładając kolejne na Litwie, w Stanach Zjednoczonych, Łotwie, Argentynie, Wielkiej Brytanii, Brazylii, Rwandzie, Ukrainie, Białorusi, Kazachstanie, Słowacji, Czechach, Kamerunie i na Filipinach.

## Teraźniejszość
Współcześnie (2011 rok) zgromadzenie liczy około 500 księży, braci i osób stowarzyszonych. Dzieli się na 5 prowincji i posługuje wiernym w 17 krajach. Przełożonym generalnym zgromadzenia jest ks. Joseph Gerald Roesch MIC (poprzednio dr Andrzej Pakuła MIC), zaś przełożonym Prowincji Polskiej ks. Eugeniusz Zarzeczny MIC (poprzednio w latach 2017–2023 Tomasz Nowaczek MIC,  2005-2017 ks. Paweł Naumowicz MIC, 1999–2005 ks. dr Andrzej Pakuła MIC). Zgromadzenie opiekuje się w Polsce sanktuariami w Licheniu oraz Stoczku Klasztornym. Prowadzi także Wydawnictwo Księży Marianów w Warszawie, Bractwo Niepokalanego Poczęcia Najświętszej Maryi Panny (w 1992 marianie otrzymali od teatynów wieczyste pełnomocnictwo na błogosławienie i nakładanie Niebieskiego Szkaplerza Niepokalanego Poczęcia Najświętszej Maryi Panny, wiernym wstępującym w szeregi Mariańskiego Bractwa) oraz wspierane jest przez Stowarzyszenie Pomocników Mariańskich.
Beatyfikacja o. Stanisława Papczyńskiego, założyciela zgromadzenia księży marianów, odbyła się 16 września 2007 roku w Licheniu. Uroczystości przewodniczył kard. Tarcisio Bertone, sekretarz stanu Stolicy Apostolskiej. Kanonizacja założyciela miała miejsce 5 czerwca 2016 r.
Marianie na świecie angażują się szczególnie mocno w szerzenie orędzia miłosierdzia, które narodziło się w Polsce za sprawą objawień św. Faustyny. Prowadzą oni między innymi sanktuaria Bożego Miłosierdzia w Stockbridge (Massachusetts) i brazylijskiej Kurytybie oraz John Paul II Institute of Divine Mercy i portal internetowy.
W lutym 2023 r. w związku z Jubileuszem 350-lecia powstania zakonu, Kapituła Generalna Marianów przywróciła możliwość duchownym używania białego habitu, który podkreśla konsekrację zakonną i charyzmat zgromadzenia.

## Wyniesieni na ołtarze wywodzący się ze zgromadzenia
- św. o. Stanisław od Jezusa i Maryi Papczyński
- bł. abp Jerzy Matulaitis-Matulewicz
- bł. ks. Jerzy Kaszyra MIC
- bł. ks. Antoni Leszczewicz MIC
- sługa Boży ks. archimandryta Fabian Abrantowicz MIC
- sługa Boży ks. archimandryta Andrzej Cikoto MIC
- sługa Boży ks. Jānis Mendriks MIC
- czcigodny sługa Boży ks. Kazimierz od św. Józefa Wyszyński MIC

## Znani marianie
- abp Jan Paweł Lenga
- ks. Adam Boniecki
- bp Piotr Buczys
- o. Jan Sergiusz Gajek
- ks. Piotr Kieniewicz
- ks. Janusz Adam Kobierski
- ks. Eugeniusz Kulesza
- ks. Władysław Lewandowicz
- ks. Eugeniusz Makulski
- ks. Andrzej Pakuła
- ks. Kazimierz Pek
- o. Roman Piętka
- o. Wincenty Sękowski
- bp Czesław Sipowicz
- kard. Vincentas Sladkevičius
- ks. Andrzej Szostek
- o. Krzysztof Szwernicki
- ks. Zygmunt Trószyński